# Shosambetsu (Hokkaidō)
Shosambetsu (jap. 初山別村, -mura) ist ein Dorf im Landkreis Tomamae in der Unterpräfektur Rumoi auf Hokkaidō.

## Etymologie
Der Name Shosambetsu stammt von Ainu shusampetsu, was „Fluss mit dem kleinen Sumpf“ bedeutet.

## Geografie
Die drei Hauptsiedlungen von Shosambetsu sind Toyosaki (豊岬) im Norden, Shosambetsu (初山別) und Ariake (有明) im Süden, jeweils am Japanischen Meer gelegen. Alle drei leiden unter starkem Bevölkerungsschwund.
Das Dorfgebiet wird vom Fluss Fūrembetsu (風連別川, -gawa) durchflossen.
Shosambetsu ist die einzige Dorfgemeinde in der Unterpräfektur.

## Geschichte
Das Dorf Shosambetsu als eigenständige Gemeinde entstand am 19. September 1901 als Ausgliederung aus dem Dorf Haboro. Am 1. April 1909 wurde es zur Gemeinde 2. Klasse ernannt.

## Sehenswürdigkeiten
In Toyosaki befindet sich mit dem Observatorium Shosambetsu das nördlichste Observatorium Japans. Dieses befindet sich am Rand der Grünanlage Misakidai-kōen (みさき台公園) die wiederum an einer Abfahrt der Nationalstraße 232 liegt und auf der sich ein Campingplatz, eine Raststätte und ein Rasthof befindet.
Des Weiteren befindet sich im Dorf die 11 °C kalte Shosambetsu-Onsen.

## Verkehr
Shosambetsu hat Anschluss an die Nationalstraße 232 nach Teshio und Rumoi. Präfekturstraßen die die Ortsgrenzen durchqueren sind die Präfekturstraßen 448, 612 und 708.
Sämtliche frühere Zugverbindungen nach Shosambetsu wurden eingestellt. Die 1987 vollständig eingestellte Haboro-Linie der staatlichen JNR nach Rumoi und Horonobe hielt an den Bahnhöfen Teshio-Ariake, Teshio-Sakae, Shosambetsu, Toyosaki, Teshio-Ōsawa und Kyōsei. Die Haboro-Linie diente ursprünglich dem Kohletransport.

## Wirtschaft
Der Hauptwirtschaftszweig ist die Fischerei, besonders Kugelfisch (fugu) und Kraken (tako). Seit 2006 wird die Land- und Milchwirtschaft gefördert.

## Bildung
In Shosambetsu befinden sich die Grundschulen Ariake und Shosambetsu und die Mittelschule Shosambetsu. Im Ortsteil Toyosaki befindet sich eine gemeinsame Grund- und Mittelschule.

## Angrenzende Städte und Gemeinden
- Unterpräfektur Rumoi:
  - Haboro
  - Embetsu